# Human’s Lib
Human’s Lib ist das Debütalbum des britischen Popmusikers Howard Jones. Das Album wurde am 17. März 1984 im Vereinigten Königreich veröffentlicht und am 12. Juni 1984 in den USA. Es stieg direkt auf Platz eins der britischen Albumcharts ein und verbrachte dort insgesamt 57 Wochen. In der ersten Woche nach der Veröffentlichung wurden 100.000 Exemplare verkauft und wurde dort mit zweimal mit Platin ausgezeichnet für über 600.000 verkaufte Einheiten. In vielen europäischen Ländern wurde das Album mit Gold ausgezeichnet und war ebenfalls ein Erfolg in Japan und in den USA.
Vier Lieder des Albums wurden als Singles veröffentlicht und erreichten alle die britischen Top 20: New Song Platz drei, What Is Love? Platz zwei, Hide and Seek Platz zwölf und Pearl in the Shell Platz sieben. New Song und What Is Love? schafften auch den Sprung in die amerikanischen Billboard Hot 100.
Equality wurde nur in Südafrika als Single veröffentlicht, als Kommentar an die Politik der Apartheid.

## Titelliste
Bei allen Liedern wurde die Musik von Howard Jones komponiert. Die Songtexter stehen neben den Titel in Klammern.
1. Conditioning – 4:32 (William Bryant)
2. What Is Love? – 3:45 (Bryant/Jones)
3. Pearl in the Shell – 4:03
4. Hide and Seek – 5:34
5. Hunt the Self – 3:42 (Bryant/Jones)
6. New Song – 4:15
7. Don’t Always Look at the Rain – 4:13
8. Equality – 4:26 (Bryant/Jones)
9. Natural – 4:25 (Bryant)
10. Human’s Lib – 4:03 (Bryant)
11. China Dance – 3:49 (Bonus-Titel der CD-Version)

## Trivia
Die Lieder New Song und What Is Love? wurden in dem Film „Supergirl – The Movie“ verwendet.

## Mitwirkende
- Howard Jones – Synthesizer, Keyboard, Gesang, Songwriter, Produktion
- Davey Payne – Saxophon
- Stephen W. Tayler, Ben Rogan, Rupert Hine, Colin Thurston – Produktion
- William Bryant – Songwriter